# 추성훈
추성훈(秋成勳) 또는 아키야마 요시히로(秋山成勳, 1975년 7월 29일~)는 한국계 일본인으로 유도 선수 출신 종합격투기 선수이다. 일본 오사카에서 재일 한국인 4세로 태어나, 2001년에 대한민국에서 일본으로 귀화하였다.
대한민국 유도 국가대표로 2001년 아시아 유도 선수권 대회에서 금메달을 땄고, 일본으로 귀화한 후에는 일본 대표로 2002년 아시안 게임에서 금메달을 땄다. 2004년 종합격투기 무대에 데뷔하였고, K-1 히어로즈, 드림, UFC를 거쳐, 현재는 싱가포르의 종합격투기 단체인 원 챔피언십(ONE Championship)에서 활동 중이다.

## 성장과 선수경력
추성훈은 선수촌에서 만나 결혼한 재일 한국인 (증조 할아버지 대에 제주도에서 일본으로 넘어왔다.
"슈퍼맨이 돌아왔다" 중 추성훈과 딸 추사랑이 제주도에 남아있는 옛 집을 찾아가는 에피소드가 있다.) 유도 선수 추계이와 한국인 수영 선수 유은화 사이에서 1남 1녀 중 장남으로 태어났다. 일본 오사카부 오사카시 이쿠노구 쓰루하시의 한인촌에서 자라면서 아버지의 영향으로 3살 때부터 유도를 시작하였다. 긴키 대학시절에는 간사이 지역 유도 대회에서 3연패를 차지했으며, 졸업 후 1998년 4월 한국에 건너와 부산광역시청에 입단하였다. 2000년 코리아 오픈 유도 대회에서 우승 했고, 이듬해 2001년 국가대표팀으로 선발됐다. 2001년 4월 몽골 울란바토르에서 열렸던 아시아 유도 선수권 대회에서 전 경기 한판승으로 우승을 차지했다. 하지만 일본과 다른 스파르타식 훈련 시스템, 그리고 끊임없이 찾아 온 편파판정과 파벌에 대한 불만 등이 겹쳤고, 조인철에게 밀려 국가대표팀에도 늦게 뽑히는 등 우여곡절을 겪었다.
2001년 10월에 출전한 전국체전을 마지막으로 3년 7개월간의 모국 활동을 마치고, 일본 헤이세이 관재국에 귀화를 조건으로 입단했다. 2002년 부산에서 열린 아시안 게임에서 일본 국가대표 81kg급으로 출전하여 한국의 안동진을 꺾고 금메달을 목에 걸었다. 하지만 2004년 하계 올림픽 일본 국가대표팀 선발전에서 탈락하여 그 해 5월에 유도복을 벗게 됐다.
2004년 12월 종합격투기에 데뷔 하여 여러 차례의 승리로 인지도를 얻다가, 2006년 10월 9일 네덜란드의 타격가 멜빈 마누프와의 K-1 히어로즈 라이트헤비급 그랑프리 결승전에서 승리해 챔피언에 올랐다. 같은해 12월 31일 K-1 다이너마이트 대회에서 일본의 격투기 영웅 사쿠라바 가즈시와 대전해 TKO 승리를 거두었지만, 이후 반칙 행위(크림 도포)가 발각되어 경기는 무효 경기가 되었고 무기한 출장 정지 처분을 받았다. 2007년 10월 28일, 징계가 풀린 후, K-1 서울 대회에서 데니스 강과 메인 이벤트에서 맞붙었는데, 많은 사람들의 예상을 뒤엎고 단 일격으로 KO승을 이끌어냈으며, 이를 계기로 추성훈은 전폭적인 한국 언론의 관심을 받게 되었다.
2007년 12월 31일, 야렌노카 대회에서 1년 만에 일본 무대 복귀전으로 미사키 가즈오와 맞붙게 되었다. 일본 관중의 야유와 함께 경기가 시작되고 1라운드 내내 팽팽하게 맞서다가 8분 14초만에 4점 포지션 사커킥을 맞아 코뼈가 부러지는 부상을 입고 패배하였는데, 승리를 축하하러 다가선 추성훈에게 미사키는 '너는 많은 사람들과 아이들을 배신했다'며 링 위에서 훈계를 하는 등의 행동을 하여 수모를 겪었다. 하지만 이 경기는 반칙 공격으로 인한 무효 경기로 처리되었다.
그 후, 무릎팍도사를 비롯한 방송활동, CF. 가요 프로. 모델 활동을 함으로써 그의 이름이 알려지게 되었다. 특히 드림콘서트에 출연하여 《하나의 사랑》을 부르며 한국에서의 인기 또한 상승하였다. (후에 추성훈이 부른 이 곡은 디지털 싱글로 발매된다.)
2008년 7월 고향인 오사카에서 열린 드림 대회에서 시바타 카츠요리에게 1라운드에 깃 초크로 승리하고, 9월에는 토노오카 마사노리에 1라운드 암바로 승리하여 2연승을 기록한 후, 2009년 2월 세계 최대 메이저 단체인 UFC와 6경기 계약을 맺고 미국무대에 진출했다. 2009년 7월 11일 UFC 데뷔전에서 엘런 벨처에게 가까스로 승리를 거뒀지만 이후 크리스 리벤, 마이클 비스핑, 비토르 베우포르트, 제이크 쉴즈등 체급내 최강자들과 대결하여 화끈한 경기를 선보이며 몇차례 보너스도 획득했으나 경기 결과는 연달아 패배했다.
2014년 9월 일본 사이타마에서 열린 UFC 대회를 통해 2년 7개월만에 복귀한 추성훈은 TUF 우승자 출신의 미국의 아미르 사돌라를 심판 전원일치 판정으로 꺾고 2009년 UFC 데뷔전 승리 이후 무려 5년만에 종합격투기에서 승리를 거두었다.

## 결혼과 가족
추성훈은 2007년 지인의 소개로 만난 일본의 탑 모델 야노 시호와 2년 열애 끝에 2009년 3월 결혼식을 올렸고, 결혼 2년만인 2011년 10월 24일 딸 추사랑(일본어: 秋山 紗蘭 아키야마 사란[*])이 태어났다.

## 부정 의혹

### 유도 선수권에서의 도복 의혹
2003년 10월의 세에서는 2 회전부터 4 회전까지의 대전 상대인 프랑스, 몽골, 터키로부터 "유도 도복이 미끄러진다"는 항의를 받았다. 국제유도연맹이 확인한 바로는 문제가 없다고 밝혔지만, 야마시타 야스히로 이사의 지시로 유도 도복을 교환했다. 추성훈은 “씻어서 비누가 좀 남아 있었다”라고 말했다.

### K-1 히어로즈에서의 크림 도포
2006년 12월 31일, 추성훈은 K-1 다이너마이트 대회에서 사쿠라바 가즈시와 대전했다. 사쿠라바는 추성훈의 몸이 미끄러워 잡을 수가 없다며 심판에게 어필했지만 경기를 계속 진행했고, 추성훈은 사쿠라바의 가드 사이로 계속 주먹을 날리며 레프리 스톱에 의한 TKO승을 이끌어냈다. 종료 후 심판은 사쿠라바의 몸이 미끄럽다는 항의에 추성훈의 몸을 직접 손으로 확인 후 이상이 없다는 표시로 추성훈에게 고개를 아래 위로 끄덕여 이상이 없음을 알려주었고, 추성훈도 이에 동의하는 의미로 고개를 끄덕였다. 그러나 당시 심판은 추성훈의 다리는 확인하지 않았다. 당시 대회 프로듀서는 “게임을 멈추는 것은 심판의 판단이고, 추성훈의 몸에서 기름 같은 것은 나오지 않았다. 급소를 가격하거나 눈을 찌른다면 모를까 사쿠라바의 주장만으로는 경기를 멈출 수 없다. 그러나 사쿠라바가 저렇게 화난 것은 처음 본다”라고 언급했다.
추성훈은 경기 후 기자회견에서 경기에 앞서 전신에 스킨 크림을 발랐음을 밝혔다. 그 크림은 바셀린이나 글리세린 성분이 포함된 것으로, 추성훈의 건조한 피부 때문에 평소에 사용했던 것이었다. 추성훈은 바셀린이나 오일이 아니면 괜찮은 줄 알았다고 했으며, 주최사는 추성훈이 TV 카메라 앞에서 당당하게 크림을 칠한 것으로 보아 악의가 없어 보였다고 발표했다. 규정상 경기 전에 몸에 무언가 칠하는 것을 금지하고 있었기 때문에 규정을 위반한 추성훈의 승리는 무효처리가 되었고 추성훈의 파이트 머니는 전액 몰수되었다. 그 후 1월 17일 추성훈은 무기한 출장 정지라는 이례적인 처분까지 받았다. 이는 거의 추방과 다름없이 받아들여졌고, 한때 다른 단체인 프라이드로의 이적설까지 돌게 되었다.
이 논란의 과정에서 일본의 여론은 추성훈에 큰 실망과 비판의 목소리를 보냈고, 그에 맞춰 히어로즈의 스폰서가 떠나고 대회를 중계하는 TBS 방송국에까지 비난의 화살이 날아왔다. 또한 추성훈의 일본 모델과의 연애까지 비난하며 글러브 안에 너클을 넣었다는 둥 일본 인터넷에는 그를 비난하는 악성 댓글이 무수히 올라왔다. 반면 한국에서는 추성훈에 대한 대회사의 처분이 “사쿠라바가 일본의 종합격투기 영웅이었기 때문에 괘씸죄를 적용한 것”이나 “재일 한국인에 대한 차별”이라며 불만을 표시하는 여론이 일어났다.

## 국적과 선수생활
추성훈은 어린시절부터 유도를 시작해 일본에서 각종 대회에서 상위에 입상했으나 한국 국적으로 인해 국제대회에 나갈 수 없었다. 재일교포 유도선수로 전국체전에서 우승한 적이 있는 아버지의 "할아버지의 나라 한국에서 태극기를 달고 한국인의 기상을 떨치라"라는 당부에 따라 1998년 4월 여동생 추정화와 함께 한국으로 건너왔다.
부산시청 유도팀에 입단하여 2000년 12월 코리아오픈 준결승에서 조인철선수를 한판으로 이기고 결승전에서 18초만에 중국의 다이 선수를 한판으로 이겨 첫 국제대회 우승을 차지했다. 시드니 올림픽 선발전에는 조인철선수에게 져서 국가대표에 선발되지 못했다. 2001년 3월 국가대표 선발전 준결승에서 다시 판정으로 패배하여 국가대표 선발 순위 3위에 랭크되었으나, 대한유도회 김정행 회장의 지시로 국가대표 2진으로 선발되어 참가한 몽골 아시아선수권에서 전 경기 한판승으로 81kg급 1위를 차지한다. 6월 이란에서 열린 FAJR 국제유도에서 81kg급 1위, 10월 충남에서 열린 전국체전에서 1위를 마지막으로 한국에서 유도선수 생활을 마감했다.
2001년 9월 다시 일본으로 돌아와 일본 국적을 취득했다. 당시 이 이유에 대해 교포에 대한 차별, 특정 대학 학연으로 얽힌 한국 유도계의 텃세와 파벌 싸움으로 자신이 한국에서는 2인자로서 대표가 될 수 없었기 때문 등 여러 추측이 일어났으나, 본인은 일본의 스타일이 자신에게 더 맞기 때문이라고 말했다. 2002년 그는 일본 유도 국가대표로서 부산 아시안 게임에 참여했고, 결승전에서 한국의 안동진을 꺾고 금메달을 목에 걸었다. 이에 스포츠조선은 "조국을 메쳤다"라는 제목의 기사를 내보내는 등 한국의 여론은 추성훈에 곱지 않은 시선을 보냈다.
종합격투기 선수로 전향한 뒤 그는 2005년 11월 5일에 열린 HERO'S 서울 대회에서 승리한 뒤, 링 위에서 “(지금 국적은) 한국인이 아니지만, 제 가슴 안에, 여기 들어가 있는 피는 완전 한국인입니다”라는 발언을 했다. 이어 11월 13일 KBS가 제작한 추성훈에 대한 다큐멘터리가 방영되었고, 과거 추성훈이 한국에서 유도 선수로 활동했을 때 용인대학교와 대한유도회의 밀어주기식 편파 판정에 피해를 보았음을 밝혔다. 국가 대표 선발전 등의 중요한 대회가 있을 때마다 추성훈에 불리한 판정을 내렸다는 것이다. 결국 대한민국 남자 유도 81kg급에서 양대 산맥으로 군림하던 추성훈과 조인철은 이러한 편파판정 속에 희비가 엇갈렸고 그로 인해 재일교포 출신인 추성훈 대신 용인대학교 출신의 조인철이 발탁되었던 것이다. 방송이 나간 뒤 한국에서는 추성훈에 대한 지지와 대한유도회와 용인대학교에 대한 비난의 여론이 일기도 했다.
그는 종합격투기 경기에 나설 때마다 도복의 양 어깨에 한국의 태극기와 일본의 일장기를 달고 등장하며 경기에 들어가기 전에 양 국기를 손바닥으로 번갈아 툭툭치는 제스처를 한다.

## 주요 경력

### 유도
- 코리아 국제유도대회 81kg급 우승 (2000년)
- 몽골 아시아선수권대회 81kg급 우승 (2001년)
- 이란 FAJR 국제유도대회 81kg급 우승 (2001년)
- 일본 국제유도대회 81kg급 우승 (2002년)
- 파리 국제유도대회 81kg급 우승 (2002년)
- 부산 아시안 게임 우승, 금메달 (2002년)
- 세계유도선수권대회 81kg급 5위 (2003년)

### 종합격투기 전적
- 22전 14승 6패 2무효(5 KO) *(UFC 전적 7전 2승 5패)

| 결과 | 상대                    | 내용                                                | 대회                                                  | 경기일자         |
| ---- | ----------------------- | --------------------------------------------------- | ----------------------------------------------------- | ---------------- |
| 패   | 알베르토 미나           | 3R 5분 판정패 (2:1)                                 | UFC Fight Night 79(UFC Fight Night Seoul)             | 2015년 11월 28일 |
| 승   | 아미르 사돌라           | 3R 판정승 (심판 전원 일치)                          | UFC Fight Night 52                                    | 2014년 9월 20일  |
| 패   | 제이크 쉴즈             | 3R 5분 판정패                                       | UFC 144                                               | 2012년 2월 26일  |
| 패   | 비토르 베우포르트       | 1R 1분 52초 TKO패                                   | UFC 133                                               | 2011년 8월 6일   |
| 패   | 마이클 비스핑           | 3R 5분 판정패                                       | UFC 120\|UFC 120: Bisping vs. Akiyama                 | 2010년 10월 16일 |
| 패   | 크리스 리벤             | 3R 4분 40초 삼각조르기                              | UFC 116                                               | 2010년 7월 3일   |
| 승   | 앨런 벨처               | 판정승 (2:1)                                        | UFC 100                                               | 2009년 7월 11일  |
| 승   | 토노오카 마사노리       | 1R 6분 26초 암바                                    | Dream 6 - Middle weight granprix final                | 2008년 9월 23일  |
| 승   | 시바타 카츠요리         | 1R 6분 34초 깃 초크 승                              | Dream 5 - Light weight granprix final                 | 2008년 7월 21일  |
| 무효 | 미사키 카즈오           | 미사키 카즈오의 반칙(사커볼 킥)으로 무효 경기 처리. | 야렌노카! 오미소카! 2007                              | 2007년 12월 31일 |
| 승   | 데니스 강               | 1회 4분 45초 KO (어퍼컷)※                           | K-1 히어로즈 2007 인 서울                             | 2007년 10월 28일 |
| 무효 | 사쿠라바 카즈시         | 추성훈의 보온크림 도포.                             | K-1 2006 다이너마이트!                                | 2006년 12월 31일 |
| 승   | 멜빈 마누프             | 1회 1분 58초 서브미션(암바)                         | K-1 히어로즈 2006 미들급&라이트헤비급 토너먼트 결승전 | 2006년 10월 9일  |
| 승   | 케스투티스 스미르노바스 | 1회 3분 KO 하이킥에 이은 파운딩                     | K-1 히어로즈 2006 미들급&라이트헤비급 토너먼트 4강전  | 2006년 10월 9일  |
| 승   | 김태영                  | 판정승※                                             | K-1 히어로즈 2006 미들급&라이트헤비급 토너먼트 8강전  | 2006년 8월 5일   |
| 승   | 나가타 카츠히코         | 1회 2분 25초 KO(백스핀 킥)                          | K-1 히어로즈 5                                        | 2006년 5월 3일   |
| 승   | 이시자와 토키미츠       | 2회 1분 40초 깃 초크                                | K-1 히어로즈 4                                        | 2006년 3월 15일  |
| 승   | 오쿠다 마사카츠         | 1회 3분 31초 슬램에 이은 파운딩 연타로 KO           | K-1 히어로즈 2005 인 서울                             | 2005년 11월 5일  |
| 승   | 마이클 러마             | 1회 2분 47초 파운딩 연타로 KO                       | K-1 월드 맥스 2005 세계왕자대항전                     | 2005년 10월 12일 |
| 승   | 칼 투미                 | 1회 59초 암바                                       | K-1 히어로즈 2                                        | 2005년 7월 6일   |
| 패   | 제롬 르 밴너            | 1회 2분 24초 좌 니킥 KO                             | K-1 히어로즈 1                                        | 2005년 3월 26일  |
| 승   | 프랑수아 보타           | 1회 1분 54초 서브미션(암바)                         | K-1 프리미엄 2004 다이너마이트!                       | 2004년 12월 31일 |

※ 김태영전 판정승: 경기 당시 추성훈의 암바에 걸린 상태였던 김태영이 탭아웃을 안 하고 버티자, 주심이 위험하다고 판단하여 선수보호차원에서 추성훈의 강제적인 레프리 스톱승을 선언했으나, 대회 이후 심판의 잘못된 판정으로 인정되었다. 그래서 그 상황 이전까지의 경기 내용을 판정으로 평가했고, 최종적으로 추성훈의 판정승으로 처리되었다.

※ 데니스강전 KO승: 양 선수간의 유효공격은 추성훈의 어퍼컷이 유일했으며 이 단 일격에 데니스강이 KO당했다.

## 등장 음악
- HERO'S에서 추성훈의 등장 음악은 이탈리아 곡인 〈Con te partirò〉를 원곡으로 한 사라 브라이트만의 〈Time To Say Good Bye〉이다.

## 음반 활동
- 2008 연가 추성훈 (Digital Single) - 《하나의 사랑》1998년 박상민 노래 리메이크 부름

## 뮤직비디오
- 2001년 리치 - 사랑해 이 말 밖앤

## 방송 활동

### 교양·예능

#### 고정 출연
| 연도          | 방송사    | 제목                                                    | 참고                                                                |
| ------------- | --------- | ------------------------------------------------------- | ------------------------------------------------------------------- |
| 2012년~2013년 | 후지 TV   | 《톤네루즈의 여러분 덕분이었습니다 - 전략, 휴게소에서》 | 레귤러                                                              |
| 2013년~2016년 | KBS2      | 《해피 선데이 - 슈퍼맨이 돌아왔다》                     | 2013년 9월 19일~21일(파일럿), 2013년 11월 3일~2016년 3월 20일(정규) |
| 2016년        | MBC       | 《마이 리틀 텔레비전》                                  | 2016년 3월 19일, 3월 26일(출연자)                                   |
| 2016년        | tvN       | 《아버지와 나》                                         | 2016년 6월 2일~8월 4일(출연자)                                      |
| 2017년        | SBS       | 《추블리네가 떴다》                                     | 2017년 8월 26일~9월 30일(출연자)                                    |
| 2017년        | tvN       | 《알바트로스》                                          | 2017년 9월 13일~11월 1일(출연자)                                    |
| 2022년        | tvN STORY | 《이젠 날 따라와》                                      | 2022년 9월 23일~11월 18일(출연자)                                   |
| 2022년~2023년 | SBS       | 《순정파이터》                                          | 2022년 12월 21일~2023년 3월 8일(출연자)                             |
| 2023년~2024년 | KBS2      | 《사장님 귀는 당나귀 귀》                               | 2023년 6월 25일~2024년 1월 14일                                     |
| 2024년        | MBN       | 《더 와일드》                                           | 2024년 1월 5일~3월 1일(출연자)                                      |
| 2024년        | TV CHOSUN | 《생존왕》                                              | 2024년 10월 7일~12월 9일(출연자)                                    |

#### 게스트 출연
| 연도          | 방송사     | 제목                                                 | 참고                                  |
| ------------- | ---------- | ---------------------------------------------------- | ------------------------------------- |
| 2008년        | MBC        | 《황금어장 - 무릎팍도사》                            | 2008년 2월 27일                       |
| 2008년        | KBS1       | 《TV는 사랑을 싣고》                                 |                                       |
| 2008년        | MBC        | 《네버엔딩스토리》                                   | 2008년 4월 16일                       |
| 2008년        | SBS        | 《드림콘서트》                                       | 특별 게스트                           |
| 2008년        | XTM        | 《스타 앤 더 시티 - 추성훈의 Dream》                 | 2008년 9월 20일~21일                  |
| 2009년        | SBS        | 《일요일이 좋다 - 패밀리가 떴다》                    | 2009년 6월 7일~14일                   |
| 2011년        | SBS        | 《힐링캠프, 기쁘지 아니한가》                        | 2011년 10월 3일                       |
| 2012년        | SBS        | 《일요일이 좋다 - 김병만의 정글의 법칙 in 바누아투》 | 2012년 5월 6일~7월 8일                |
| 2012년~2013년 | SBS        | 《김병만의 정글의 법칙 in 아마존》                   | 2012년 12월 28일~2013년 3월 1일       |
| 2013년        | 후지 TV    | 《VS 아라시》                                        | 2013년 1월 3일                        |
| 2013년        | SBS        | 《일요일이 좋다 - 런닝맨》                           | 2013년 2월 3일, 2013년 6월 16일       |
| 2013년        | MBC        | 《황금어장 - 라디오스타》                            | 2013년 8월 28일                       |
| 2014년        | SBS        | 《김병만의 정글의 법칙the 헝거게임》                 | 2014년 2월 28일~3월 14일              |
| 2015년        | tvN        | 《삼시세끼 번외편》                                  | 2015년 3월 6일~3월 13일               |
| 2015년        | KBS2       | 《1박 2일》                                          | 2015년 9월 13일~9월 20일              |
| 2017년        | JTBC       | 《한끼줍쇼》                                         | 2017년 3월 8일 (ZE:A 광희와 공동출연) |
| 2017년        | SBS        | 《정글의 법칙 in FIJI》                              | 2017년 9월 22일~2017년 11월 24일      |
| 2018년        | JTBC       | 《패키지로 세계일주 - 뭉쳐야 뜬다》                  | 2018년 1월 8일~2018년 2월 6일         |
| 2018년        | tvN        | 《토크몬》                                           | 2018년 3월 26일                       |
| 2018년        | KBS2       | 《나물 깨는 아저씨》                                 | 2018년 5월 4일, 5월 11일              |
| 2018년        | JTBC       | 《냉장고를 부탁해》                                  | 2018년 12월 25일                      |
| 2019년        | 채널A      | 《나만 믿고 따라와, 도시어부 in 팔라우》             | 2019년 1월 10일~2월 7일               |
| 2019년        | 채널A      | 《팔아야 귀국 in 베트남》                            | 2019년 5월 25일~2019년 6월 25일       |
| 2020년        | SBS        | 《집사부일체》                                       | 2020년 8월 9일                        |
| 2020년        | SBS        | 《정글의 법칙 in 와일드 코리아》                     | 2020년 8월 29일~2020년 9월 19일       |
| 2020년        | JTBC       | 《뭉쳐야 찬다 - 전설들의 조기축구》                  | 2020년 8월 30일                       |
| 2020년        | tvN        | 《캐시백》                                           | 2020년 8월 25일                       |
| 2021년        | SBS        | 《미운 우리 새끼》                                   | 2021년 11월 4일                       |
| 2022년        | MBC        | 《안싸우면 다행이야》                                | 2022년 1월 3일, 2022년 1월 10일       |
| 2022년        | MBC        | 《황금어장 라디오스타》                              | 2022년 5월 18일                       |
| 2022년        | KBS2       | 《슈퍼맨이 돌아왔다》                                | 2022년 6월 3일                        |
| 2022년        | KBS2       | 《편스토랑》                                         | 2022년 7월 8일                        |
| 2022년        | tvND       | 《라면꼰대》                                         | 2022년 8월 30일                       |
| 2022년        | tvN STORY  | 《이젠 날 따라와》                                   | 2022년 9월 23일~202년 11월 18일       |
| 2022년        | 채널A      | 《천하제일장사》                                     | 2022년 10월 10일~12월 26일            |
| 2022년        | 유튜브     | 《라면꼰대3》                                        | 2022년 10월 11일                      |
| 2022년        | TV CHOSUN  | 《골프왕 4》                                         | 2022년 11월 27일 (모태범과 공동출연)  |
| 2023년        | SBS        | 《런닝맨》                                           | 2023년 1월 15일                       |
| 2023년        | 넷플릭스   | 《피지컬 100》                                       | 2023년 1월 24일                       |
| 2023년        | TV CHOSUN  | 《식객 허영만의 백반기행》                           | 2023년 3월 10일                       |
| 2023년        | tvN        | 《유 퀴즈 온 더 블럭》                               | 2023년 3월 15일                       |
| 2023년        | JTBC       | 《아는 형님》                                        | 2023년 3월 25일                       |
| 2023년        | MBC        | 《전지적 참견시점》                                  | 2023년 4월 8일~4월 15일               |
| 2023년        | MBC        | 《황금어장 라디오스타》                              | 2023년 4월 12일                       |
| 2023년        | KBS2       | 《옥탑방의 문제아들》                                | 2023년 5월 24일                       |
| 2023년        | MBC        | 《안하던 짓을 하고 그래》                            | 2023년 6월 11일                       |
| 2024년        | tvN        | 《진실 혹은 설정: 우아한 인생》                      | 2024년 5월 16일                       |
| 2025년        | 쿠팡플레이 | 《직장인들》                                         | 2025년 3월 29일                       |

### 영화
- 2023년 영화 《가문의 영광:리턴즈》 - 얏빠리 역

### 광고
| 방송년도  | 기업명                     | 브랜드명(종류)                                             | 공동 출연                                                                                        |
| --------- | -------------------------- | ---------------------------------------------------------- | ------------------------------------------------------------------------------------------------ |
| 2008      | 하이트진로                 | 하이트 (맥주)                                              |                                                                                                  |
| 2008      | 기아자동차                 | 로체 이노베이션 (자동차)                                   |                                                                                                  |
| 2008      | 빙그레                     | 바나나맛 우유 (유제품)                                     |                                                                                                  |
| 2008      | 쿠지화장품                 | 쿠지옴므 트랜시 (화장품)                                   |                                                                                                  |
| 2008      | 위니아만도                 | 딤채 김치냉장고 (가전)                                     |                                                                                                  |
| 2009      | (주)오리온                 | 닥터유 에너지바 (스낵)                                     |                                                                                                  |
| 2009      | 네오위즈                   | 트리니티 온라인 (온라인게임)                               |                                                                                                  |
| 2009      | 신신제약                   | 신신파스 아렉스 (의약품)                                   |                                                                                                  |
| 2011      | 광동제약                   | 힘찬하루 헛개차 (음료)                                     |                                                                                                  |
| 2011      | 롯데제과                   | 아이디 에버라스트 (껌)                                     |                                                                                                  |
| 2013      | LG 유플러스                | LG 유플러스 광대역 LTE                                     | 딸 추사랑과 함께 출연.                                                                           |
| 2014      | 한국 존슨앤드존슨          | 존슨즈베이비 수딩내추럴 시리즈 (로션)                      | 딸 추사랑 단독 출연.                                                                             |
| 2014      | (주)꿈비                   | 꿈비 실내용 인디언텐트, 꿈비 범퍼 매트 (어린이용 캠핑용품) | 딸 추사랑 단독 출연.                                                                             |
| 2014~2017 | (주)바디프랜드             | 바디프랜드 (생활가전)                                      |                                                                                                  |
| 2014~2015 | 오뚜기                     | 참깨라면 (식품)                                            | 딸 추사랑, 아버지 추계이와 함께 출연.                                                            |
| 2014      | 서울우유협동조합           | 행복을 가득 담은 요거트 러뷰 (유제품)                      | 딸 추사랑과 함께 출연.                                                                           |
| 2014      | (주)쿠팡                   | 쿠팡 (소셜커머스)                                          | 딸 추사랑과 함께 출연, 《슈퍼맨이 돌아왔다》 멤버의 아빠와 자녀(장현성 가족 제외)까지 함께 출연. |
| 2014      | 니콘이미징코리아           | 니콘 D5300 (카메라)                                        | 딸 추사랑과 함께 출연.                                                                           |
| 2014      | 웅진그룹                   | 웅진플레이도시 (테마워터파크)                              | 딸 추사랑과 함께 출연.                                                                           |
| 2014~2015 | 대웅제약                   | 이지덤 (의약품)                                            | 딸 추사랑과 함께 출연.                                                                           |
| 2014      | 제로투세븐                 | 알로앤루 (아동복)                                          | 딸 추사랑과 함께 출연.                                                                           |
| 2014~2015 | (주)계성산업(공식수입업체) | 브랜드조이 (카시트,유모차)                                 | 딸 추사랑과 함께 출연.                                                                           |
| 2014      | 한국 델몬트                | 델몬트 (과일)                                              | 딸 추사랑 단독 출연.                                                                             |
| 2014~2015 | (주)바디프랜드             | 라클라우드 (라텍스매트리스)                                |                                                                                                  |
| 2014~2015 | (주)바디프랜드             | 맘스밀 (가정용 현미도정기)                                 |                                                                                                  |
| 2014~2015 | 웅진그룹                   | 웅진씽크빅 '한글깨치기' (학습교재)                         | 딸 추사랑과 함께 출연.                                                                           |
| 2014~2015 | 현대리바트                 | 리바트키즈 (키즈 가구)                                     | 딸 추사랑 단독 출연.                                                                             |
| 2014~2015 | 쌤소나이트                 | 아메리칸 투어리스터                                        | 딸 추사랑과 함께 출연.                                                                           |
| 2015      | (주)바디프랜드             | W 웰니스정수기                                             | 딸 추사랑과 함께 출연.                                                                           |
| 2015      | LS 네트웍스                | 잭울프스킨                                                 | 딸 추사랑과 함께 출연.                                                                           |
| 2015      | 뉴발란스                   | 키즈                                                       | 딸 추사랑과 단짝 유토와 함께 단독 출연.                                                          |
| 2016      | 한국마즈                   | SNICKERS (초코바)                                          | 아버지 추계이와 함께 출연.                                                                       |
| 2016~2017 | STL                        | 래쉬가드                                                   | 부인 야노 시호, 딸 추사랑과 함께 출연.                                                           |
| 2016~2017 | 그린조이                   | 그린조이 (골프웨어)                                        | 부인 야노 시호와 함께 출연.                                                                      |
| 2017      | 넷마블게임즈               | 테라M (모바일 게임)                                        | 남궁민, 민아와 함께 출연.                                                                        |
| 2017      | 한독화장품                 | 해피클린(건강기능식품)                                     | 딸 추사랑과 함께 출연.                                                                           |
| 2017      | 데스크플러스+              | 스탠딩 책상                                                | 하석진과 함께 출연(특별출연).                                                                    |

### 드라마
| 연도   | 방송사 | 제목                                | 역할                        | 참고     |
| ------ | ------ | ----------------------------------- | --------------------------- | -------- |
| 2010년 | SBS    | 월화 드라마 《아테나: 전쟁의 여신》 | 블랙요원 5 역               | 카메오   |
| 2014년 | MBC    | 월화 드라마 《트라이앵글》          | 와타나베 (야쿠자 보스) 역   | 카메오   |
| 2015년 | SBS    | 주말 드라마 《너를 사랑한 시간》    | 추성훈 역                   | 카메오   |
| 2023년 | tvN    | 월화 드라마 《패밀리》              | 구인보 / 와타나베 스즈키 역 | 특별출연 |

## 수상 경력
- 2008년 제1회 스타일 아이콘 어워즈 스포츠인 본상
- 2012년 SBS 연예대상 베스트 엔터테이너상
- 2013년 KBS 연예대상 최고 엔터테이너상
- 2013년 KBS 연예대상 인기상 (딸 추사랑 수상)
- 2014년 KBS 연예대상 남자 최우수상 (쇼 오락부문)
- 2014년 KBS 연예대상 인기상 (딸 추사랑 수상)
- 2015년 KBS 연예대상 핫이슈 예능인상
- 2023년 KBS 연예대상 베스트 아이콘상

## 같이 보기
- 시바우라 아일랜드(일본어판)